# Куркопа (озеро)
Куркопа (каз. Құрқопа) — озеро в Мендыкаринском районе Костанайской области Казахстана. Находится к юго-востоку от села Балыкты.
По данным топографической съёмки 1958 года, площадь поверхности озера составляет 1,05 км². Наибольшая длина озера — 1,6 км, наибольшая ширина — 1 км. Длина береговой линии составляет 4,6 км, развитие береговой линии — 1,25. Озеро расположено на высоте 91,1 м над уровнем моря.